# Herman Teeuwen (voetballer)
Herman Teeuwen (Venlo, 4 juni 1930 – Venlo, 9 oktober 2003) was een Nederlands voetballer. Hij kwam uit voor VVV en EVV uit Eindhoven. Hij werd ook wel Herman van de Mins of De Lange genoemd.

## Biografie
Teeuwen speelde in zijn jeugd voor VV Tegelen en kwam vanaf 1948 uit voor VVV. De 1,94 meter lange speler was aanvankelijk verdediger en speelde later als middenvelder en aanvaller. De kopgoal was zijn specialiteit. In 1954 ging hij profvoetbal in de NBVB-competitie spelen voor Sportclub Venlo '54. In 242 officiële wedstrijden voor VVV scoorde Teeuwen 86 keer. Op 17 juni 1959 speelde hij met VVV in de finale van de KNVB beker tegen ADO. Hij scoorde de openingsgoal en bij de stand 2-1 voor VVV nam hij bij een strafschop van ADO de plaats in van doelverdediger Frans Swinkels. Teeuwen stopte de penalty en VVV won uiteindelijk met 4-1.
In 1961 werd Teeuwen tot ongenoegen van VVV-trainer Josef Horesj voor 40.000 gulden verkocht aan EVV. Daar speelde hij nog twee seizoenen, alvorens zijn carrière af te sluiten bij de amateurs van SC Irene. Na zijn voetballoopbaan was hij scout voor VVV. In oktober 2003 werd hij in het stadion De Koel onwel en stierf hij enkele uren later aan een gesprongen aorta. De as van Teeuwen is op eigen verzoek begraven onder de grasmat van De Koel.
Teeuwen geldt als een clubicoon en wordt sinds 2004 door VVV herdacht met de Herman Teeuwen Memorial, een jaarlijks evenement dat na het overlijden van zijn broer Wiel in 2024 is omgedoopt in Herman & Wiel Teeuwen Memorial.

## Profstatistieken
| Seizoen         | Club            | Competitie       | Competitie | Competitie | Beker | Beker | Intertoto | Intertoto | Totaal | Totaal |
| Seizoen         | Club            | Competitie       | Wed.       | Dlp.       | Wed.  | Dlp.  | Wed.      | Dlp.      | Wed.   | Dlp.   |
| --------------- | --------------- | ---------------- | ---------- | ---------- | ----- | ----- | --------- | --------- | ------ | ------ |
| 1954            | SC Venlo '54    | NBVB             | 10         | 0          | —     | —     | —         | —         | 10     | 0      |
| 1954/55         | VVV             | Eerste klasse D  | 26         | 1          | —     | —     | —         | —         | 26     | 1      |
| 1955/56         | VVV             | Hoofdklasse A    | 30         | 12         | —     | —     | —         | —         | 30     | 12     |
| 1956/57         | VVV             | Eredivisie       | 31         | 10         | 5     | 1     | —         | —         | 36     | 11     |
| 1957/58         | VVV             | Eredivisie       | 33         | 10         | 2     | 0     | —         | —         | 35     | 10     |
| 1958/59         | VVV             | Eredivisie       | 33         | 14         | 7     | 11    | —         | —         | 40     | 25     |
| 1959/60         | VVV             | Eredivisie       | 31         | 7          | —     | —     | —         | —         | 31     | 7      |
| 1960/61         | VVV             | Eredivisie       | 33         | 16         | 5     | 2     | —         | —         | 38     | 18     |
| 1961/62         | VVV             | Eredivisie       | 0          | 0          | 0     | 0     | 6         | 2         | 6      | 2      |
| 1961/62         | Eindhoven       | Eerste divisie A | 32         | 14         | 3     | 2     | —         | —         | 35     | 16     |
| 1962/63         | Eindhoven       | Eerste divisie   | 30         | 9          | 4     | 3     | —         | —         | 34     | 12     |
| Carrière totaal | Carrière totaal | Carrière totaal  | 279        | 93         | 26    | 19    | 6         | 2         | 311    | 114    |

## Trivia
- Herman Teeuwen moet niet verward worden met naamgenoot Herman Teeuwen, die in de jaren 1990 het doel verdedigde bij RKC Waalwijk.